# Friedenseiche (Sarstedt)
Die Friedenseiche neben der Sankt-Nicolai-Kirche in Sarstedt ist ein Naturdenkmal. Nach seiner Art gehört der Baum zu den Stieleichen (Quercus robur).
Der Landkreis Hildesheim hat den Baum im Jahr 1992 unter Schutz gestellt (Naturdenkmal-Nummer ND-HI 129). In der Anlage zur Schutzverordnung beschränkt sich der Landkreis auf die Angabe, es handele sich um eine Eiche, nennt als Schutzzweck lediglich „Schönheit“, gibt den „Stammdurchmesser in einem Meter Höhe“ mit 118 Zentimetern an, erwähnt, in der Deutschen Grundkarte 3725/20 Sarstedt-Ost sei der Baum zu finden. Außerdem werden genannt Flur Sarstedt, Flurkarte 11 und Flurstück 29/2 sowie als „Lagebezeichnung“ „auf dem Grundstück der Kirche, Kirchplatz 5“.
Die Eiche war aus Anlass der Beendigung des Deutsch-Französischen Krieges am 18. Juni 1871 anlässlich einer Friedensfeier gepflanzt worden. Im Oktober 2021 findet sich an dem Baum eine kleine Plakette mit dem Text „Friedenseiche 1871“.